# ピケティ・ジャシ・ブリト・シルヴァ
ピケティ（Piqueti）こと、ピケティ・ジャシ・ブリト・シルヴァ（Piqueti Djassi Brito Silva 、1993年2月12日 - ）は、ギニアビサウ・ビサウ出身のプロサッカー選手。ナジランSC所属。ポジションは、ミッドフィールダー（右ウイング）。

## クラブ歴
ギニアビサウのビサウに生まれ、2011年にSCブラガのユースチームと契約を結んだ。セグンダ・リーガに所属するリザーブチームで経験を積んだ後、2012年8月22日、0-1で敗れたアウェーのCFベレネンセス戦で後半から交代出場の形でデビューを果たした。
2014年3月14日、1-1で引き分けたアウェーのアカデミカ・コインブラ戦で、プリメイラ・リーガに所属するトップチーム初出場を果たし2分間プレーした。再び途中出場となった4月5日、SCオリャネンセ戦で初ゴールを決め2-0の勝利に貢献した。
2015年冬の移籍市場で同リーグのジル・ヴィセンテにローン移籍した。しかし、ほとんど出場機会を得られず、最終的にチームは降格した。
2019年2月26日、ヴァレーゼからアル・ショアラへ1年契約で移籍した。

## 代表歴
2013年のトゥーロン国際大会はU-20ポルトガル代表の一員として参加した。
2015年10月8日、2018 FIFAワールドカップ・アフリカ予選のリベリア代表戦の72分にシセロ・セメドとの交代出場でギニアビサウ代表として初キャップを記録。試合はアウェーで1-1の引き分けに終わった（最終的に2試合合計2-4で敗北）。
バシーロ・カンデ監督に招集されたアフリカネイションズカップ2017では、グループステージ初戦の開催国ガボン代表戦で、途中出場を果たし29分間プレーした（1-1で引き分け）。カメルーン代表戦では代表初ゴールを決めたものの1-2で敗れた。

### 代表での得点
2018年10月14日現在
| # | 日時           | 場所                                   | 相手         | スコア | 結果 | 大会                               |
| - | -------------- | -------------------------------------- | ------------ | ------ | ---- | ---------------------------------- |
| 1 | 2017年1月18日  | リーブルヴィル、スタッド・ダンゴンジェ | カメルーン   | 1-0    | 1-2  | アフリカネイションズカップ2017     |
| 2 | 2018年10月14日 | ビサウ、エスタジオ・24・デ・セテンブロ | ザンビア     | 1-1    | 2-1  | アフリカネイションズカップ2019予選 |
| 3 | 2019年3月23日  | ビサウ、エスタジオ・24・デ・セテンブロ | モザンビーク | 1-0    | 2-2  | アフリカネイションズカップ2019予選 |
| 4 | 2019年11月13日 | ビサウ、エスタジオ・24・デ・セテンブロ | エスワティニ | 1-0    | 3-0  | アフリカネイションズカップ2021予選 |